# NGC 6041
NGC 6041 este o brightest cluster galaxy⁠(d) situată în constelația Hercule. A fost descoperită în 27 iunie 1870 de către Édouard Stephan⁠(d). Se află la o distanță de 130,02 de megaparseci de Pământ.